# Alexandre Aulas
Alexandre Aulas, né le 7 avril 1986 à Roanne (Loire), est un coureur cycliste français.

## Palmarès
- 2005
  - 5e étape du Tour de Moselle
- 2006
  - 2e de la Vienne Classic espoirs
  - 3e du Tour du Pays Roannais
- 2007
  - 4e étape du Tour de Guinée
  - 2e du Tour de La Réunion
  - 2e du Tour de Guinée
  - 3e de l'Essor breton
- 2008
  - 6e étape du Tour du Japon
- 2009
  - 4e étape du Tour de La Réunion
- 2010
  - Grand Prix de Vence
- 2012
  - 2e étape du Tour de La Réunion
  - 3e de Paris-Auxerre
- 2013
  - Critérium Souvenir Louis-Nucéra
- 2015
  - Grand Prix de Cavalaire

## Classements mondiaux
| Année         | 2008 |
| ------------- | ---- |
| UCI Asia Tour | 189e |